# Friedrichroda
Friedrichroda (pronunciación en alemán: /fʁiːdʁɪçˈʁoːda/ⓘ) es una ciudad en el distrito de Gotha, Estado de Turingia, en Alemania. Se encuentra situada en el extremo septentrional del Bosque de Turingia, a 21 km por tren de la ciudad de Gotha. En el 2003, la poblaban unos 5446 personas. El pueblo está rodeado por colinas cubiertas de abetos y posee importante número de bellas casas quintas, un Kurhaus y un sanatorio. La inmediata vecindad es el hermoso asiento de caza ducal de Reinhardsbrunn, construido sobre las ruinas del famoso monasterio benedictino fundado en el año 1085.